# Raslaki (mijanka)
Raslaki (biał. Раслякі, ros. Росляки) – mijanka i przystanek kolejowy w miejscowości Raslaki, w rejonie horodeckim, w obwodzie witebskim, na Białorusi. Położona jest na linii Newel - Jeziaryszcza - Witebsk.